# Italo Josz
Italo Josz (Firenze, 30 gennaio 1878 – Milano, 1º dicembre 1942) è stato un pittore e violinista italiano, che aderì al Futurismo.

## Biografia
Figlio di Ludovico, incisore triestino, e di Emilia Finzi ferrarese, era il terzo di quattro figli. In famiglia, come a suo fratello Livio che divenne disegnatore tecnico e pittore dilettante, gli furono dati i primi rudimenti del disegno. Il nonno paterno Bernardo, incisore di origine ungherese, dalla città di Nagykanizsa si era trasferito con la famiglia a Trieste, nella prima metà del XIX secolo e aveva lì sposato la senese Rosa Romanin, discendente dal poeta ebraico di Arezzo Salomone Fiorentino. Ludovico Josz aveva studiato alla scuola del Museo Revoltella di Trieste e, dopo un soggiorno a Parigi, si era trasferito a Firenze, dove dal 1875 ebbe l'incarico di fornire timbri postali alle Poste italiane.

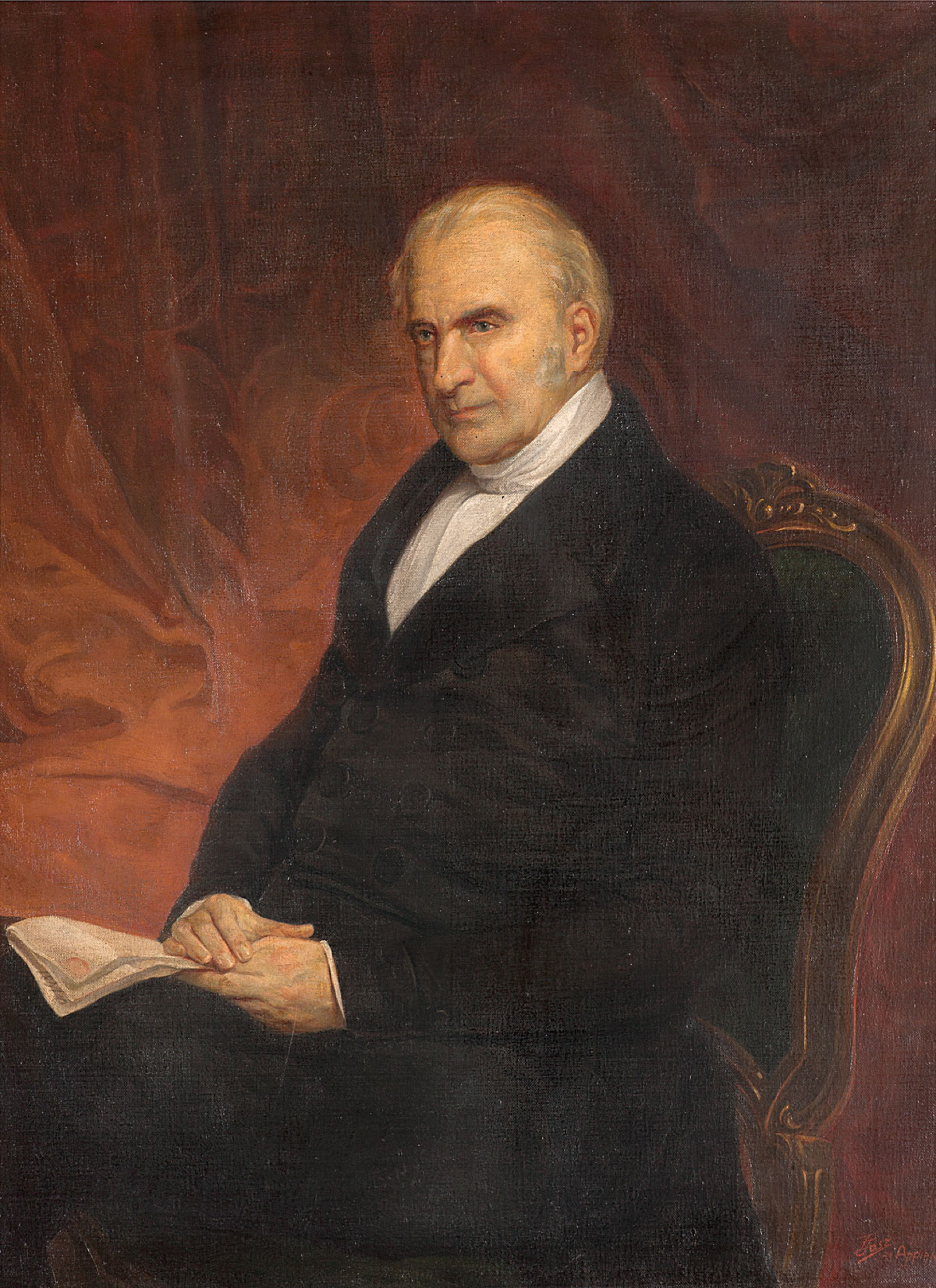
Italo Josz, Ritratto del conte Gian Pietro Porro, 1925

Aurelia Josz, sorella maggiore di Italo e di professione scrittrice ed educatrice, fu chiamata ad insegnare a Milano, dove nel 1903 fondò e diresse la Scuola pratica agricola femminile dell'orfanotrofio delle Stelline. Aurelia nel 1891 aveva chiamato a Milano tutta la sua famiglia. Ludovico Josz aprì uno studio fotografico ed Italo imparò ad utilizzare la fotografia, ottenendo documentazione utile per rendere con immediatezza e veridicità i suoi ritratti. Accanto alla firma, sul retro dei suoi dipinti era solito appuntare: Florentiae natus.
Italo s'iscrisse all'Accademia di belle arti di Brera e studiò pittura sotto la guida del ritrattista Giuseppe Mentessi che era legato alla tradizione pittorica milanese ottocentesca. Contemporaneamente, Italo prendeva lezioni di violino dal maestro Tullio Serafin. Il tema del violino è presente in alcune sue tele: Violinista del 1925, Figura con violoncello del 1935 e La corda nuova del 1938. Dal 1898 Italo Josz iniziò ad esporre dipinti. Nel 1910, alla mostra annuale della "Famiglia artistica", presentò Donna umbra. Pittore d'impronta positivista, nei ritratti sapeva cogliere il valore umano e psicologico dei suoi personaggi.

### Incontro col Futurismo e la maestria nel fondere diversi stili
Intorno al 1913 Italo Jobz iniziò a frequentare ambienti legati al Futurismo e modificò profondamente le sue scelte artistiche. Nel suo Autoritratto, esposto alla Famiglia artistica nel 1916, esprimeva un atteggiamento ironico, nei confronti del ritratto ottocentesco: l'artista ritraeva se stesso con occhi sgranati, testa incassata nelle spalle, espressione stupita. 

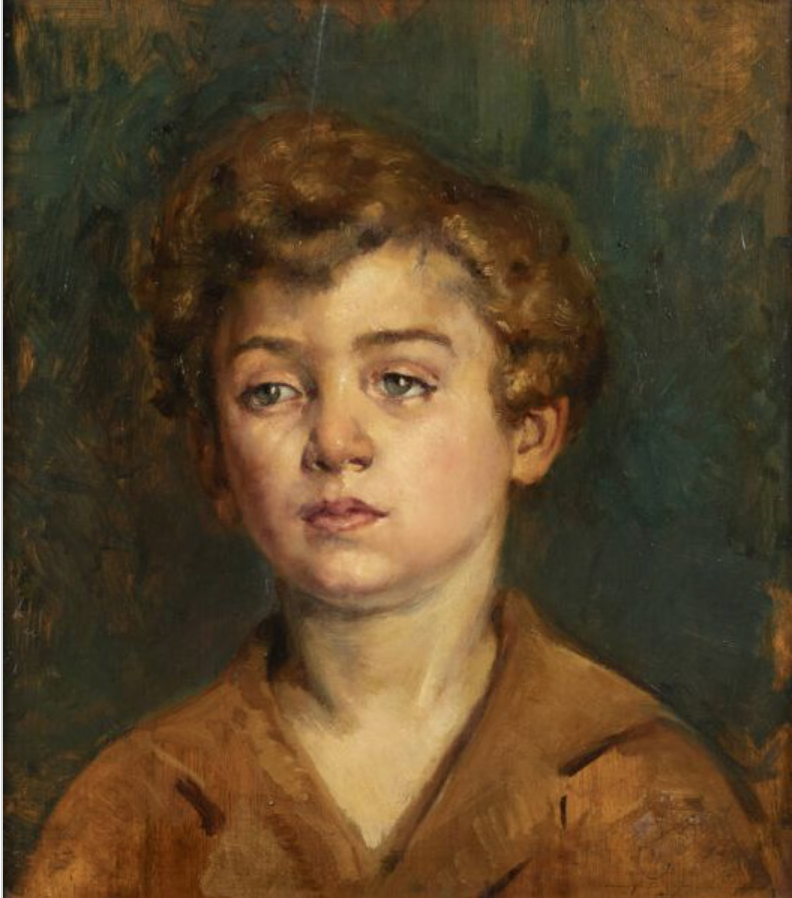
Italo Josz, Ritratto del nipote Roberto Vita, 1918

Tra il 1917 ed il 1918 il virus dell'influenza spagnola miete ben due vittime il casa Josz: il padre Lodovico Josz, incisore rinomato e il piccolo Aldo Vita, primogenito della sorella di Italo, Valeria, che viveva a Torino. A quel periodo rimanda l'olio su tavola, che Italo fa di Roberto Vita, figlio secondogenito di Valeria. Il ritratto del nipote fanciullo è l'opera in cui Italo Josz si esprime nella sua più alta naturalezza e con un chiaro trasporto emotivo. Realismo e intensità espressiva fanno di questo ritratto un interessante punto d'incontro tra realismo lombardo e impressionismo. Vi si ritrovano infatti almeno tre elementi di realismo lombardo - la fedeltà alla realtà, l'attenzione al dettaglio, i toni terrosi e naturalistici, ma anche altrettante influenze impressioniste - le pennellate visibili e leggere, così come i contorni morbidi, accompagnati da luce ed immediatezza. 
Al teatro del Popolo a Milano, a dicembre 1925, suonò il violino, a fianco del violoncellista L. R. Cannonieri e del pianista Antonio Russolo, per sperimentare l'"arco "enarmonico" - strumento d'invenzione del compositore e pittore futurista Luigi Russolo - su musiche composte da Antonio Russolo e dal musicista pugliese futurista Franco Casavola.

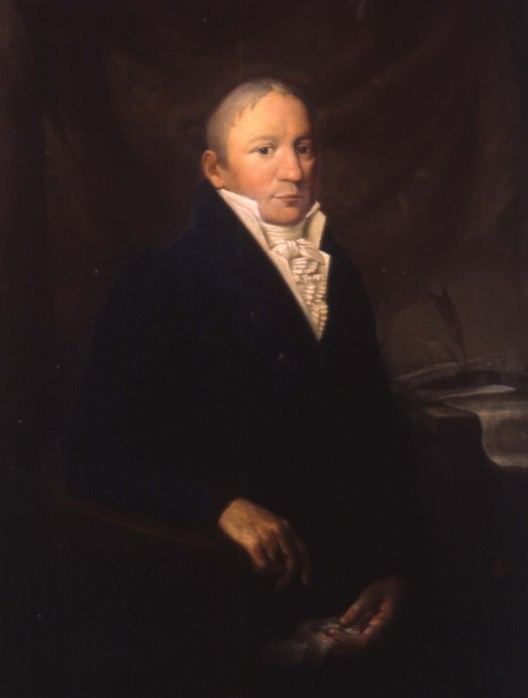
Josz Italo, Ritratto del conte Diego Guicciardi

### La notorietà
Nel 1920, alla Permanente, espose il Ritratto della signora Mejer. Nel 1921 ottenne la nomina a socio onorario dell'Accademia di belle arti e nel 1923 entrò nel consiglio direttivo della "Famiglia artistica", in qualità di revisore. Nel 1923, alla Quadriennale di Torino, presentò Lettura, un duplice ritratto femminile.
Nel 1924, alla mostra del Ritratto femminile contemporaneo, che si svolse a Monza, mandò Ritratto di signora. Nel 1925 presentò a Ferrara Pausa e Violinista e all'esposizione nazionale dell'Accademia di Brera fu presente con il dipinto Psiche e… Psiche - un abbraccio erotico fra due donne seminude. Alla Primaverile milanese del 1928 espose Fantasticherie, una ragazza, nuda e distesa, con lo sguardo rivolto verso una luce che si diffonde partendo dal fondo del quadro. Nei corpi femminili nudi, come in Fantasticherie (dove più diretto era il riferimento a Venere) e in e Vanità (dipinto di ambito mitteleuropeo secessionista) la donna incarnava il mito della bellezza classica, ma anche quello della femmina erotica e fatale.
Nel 1929 dipinse un altro Autoritratto (Collezione di autoritratti agli Uffizi), donato nel 1950 da sua sorella Valeria Vita Josz agli Uffizi. Questo dipinto, dallo stesso artista fu deriso, per la propria calvizie, in uno scritto sul giornale umoristico Guerin meschino.
Alla Permanente del 1931 Italo Josz espose Vanità, una donna nuda, dalle chiome fluenti e nere, che con una mano si accarezza i capelli e con l'altra ha uno specchio. Nel 1933 l'ospedale Maggiore di Milano gli commissionò il ritratto a tutta figura dell'ingegnere G. Canziani e, alla Mostra sindacale lombarda, Josz presentò Figura femminile, una donna giovane, sportiva e sorridente.
Nel 1935 espose al "Salon" di Parigi Signora d'Umbria e alla Permanente di Milano Figura con violoncello. La Galleria d'arte moderna di Milano acquistò Nelda, dipinto che rappresenta una ragazza avvolta in una stola e con un grazioso cappellino. Alla Primaverile di Milano del 1937 fu presente con Riposando, una donna seduta e in atteggiamento stanco. Alla Primaverile del 1938 era presente con La corda nuova, una donna che accorda il violino. Dipinse anche paesaggi - in parte durante soggiorni ad Albenga e ad Alassio - dove una luce limpida e diffusa sembra emanare un sentimento di rimpianto, per una cultura artistica travolta dalla modernità.
Come conseguenza delle leggi razziali fasciste Italo Josz, che era ebreo, fu escluso da esposizioni pubbliche e rimase senza lavoro; ma nel 1940 l'Istituto dei ciechi presentò un suo dipinto: Ritratto di Antonio Asiani.
Scelse questo motto per la sua lastra tombale: Florentiae natus vixit et pinxit Mediolani.
Nel 1943 sua sorella Aurelia donò alla Galleria civica d'arte moderna di Milano il dipinto Venere (probabilmente l'opera presentata alla Primaverile del 1928, col titolo Fantasticherie).